# (832) Karin
(832) Karin est un astéroïde de la ceinture principale découvert par Max Wolf le 20 septembre 1916 à Heidelberg.
C'est le membre le plus important de la famille de Karin, qui est nommée d'après lui. Découverte en 2002, la famille de Karin est remarquable par sa grande jeunesse. On pense actuellement qu'elle s'est formée lors d'une collision datant d'il y a seulement 5,8 millions d'années.
(832) Karin est un astéroïde type S, d'environ 19 km de diamètre.
Cet astéroïde est nommé d'après Karin Månsdotter, reine de Suède, épouse d'Éric XIV de Suède et d'Estonie.